# Île Alger
Pour les articles homonymes, voir Alger (homonymie).
L'île Alger (en russe : Остров Алджер, Ostrov Aldjer) est une petite île de la terre François-Joseph, en Russie.

## Géographie
D'une superficie d'environ 45 km2, son point culminant est à 429 m d'altitude. À l'extrémité sud-ouest de l'île, le mont Richthofen (404 m) élève sa silhouette caractéristique en mesa. L'île est très peu glacée à l'exception d'une petite calotte à son extrémité nord. Son cap sud, le cap Pologui, est situé à 2 km de l'île McClintock.
À 1,2 km de la côte sud-ouest de l'île, se trouve un îlot de moins d'1 km de long, l'île Mathilda (Остров Матильды).

## Histoire
L'île est découverte par Walter Wellman en 1899, qui la nomme en l'honneur selon les sources du secrétaire américain à la guerre et sénateur du Michigan Russell Alexander Alger (1836-1907) ou de l'écrivain américain Horatio Alger (1832-1899). Le cap Pologui au sud de l'île fut le site d'hivernage (camp Ziegler) de l'expédition Baldwin-Ziegler en 1901-1902. Le 6 mars 1905, Russell Williams Porter et le marin George Duncan Butland de l'expédition Fiala-Ziegler y trouvent refuge. À leur surprise, ils y rencontrent deux autres hommes de l'expédition, réfugiés eux aussi. Anthony Fiala utilise le site en mai 1906. L'île est encore visitée en 1930 par Gunnar Horn.